# 21563 Chetgervais
21563 Chetgervais este un asteroid din centura principală, descoperit pe 19 august 1998, de LINEAR.